# Селенид кальция
Селенид кальция — бинарное неорганическое соединение
кальция и селена с формулой CaSe,
бесцветные кристаллы, которые на свету краснеют,
реагирует с водой.

## Получение
- Восстановление водородом селената кальция:

{\displaystyle {\mathsf {CaSeO_{4}+4H_{2}\ {\xrightarrow {400-500^{o}C}}\ CaSe+4H_{2}O}}}
- Действие паров селена на металлический кальций:

{\displaystyle {\mathsf {Ca+Se\ {\xrightarrow {220^{o}C}}\ CaSe}}}
- Реакция селеноводорода и амида кальция:

{\displaystyle {\mathsf {Ca(NH_{2})_{2}+H_{2}Se\ {\xrightarrow {}}\ CaSe+2NH_{3}}}}
- Реакция сульфида кальция и оксида селена:

{\displaystyle {\mathsf {CaS+SeO_{2}\ {\xrightarrow {200^{o}C}}\ CaSe+SO_{2}}}}

## Физические свойства
Селенид кальция образует бесцветные кристаллы, которые на свету краснеют, а затем становятся коричневыми,
кубическая сингония,
пространственная группа F m3m,
параметры ячейки a = 0,5908 нм, Z = 4.

## Химические свойства
- Разлагается кислотами:

{\displaystyle {\mathsf {CaSe+2HCl\ {\xrightarrow {}}\ CaCl_{2}+H_{2}Se\uparrow }}}